# Heliotettix tangericus
Heliotettix tangericus är en insektsart som beskrevs av Matsumura 1908. Heliotettix tangericus ingår i släktet Heliotettix och familjen dvärgstritar. Inga underarter finns listade i Catalogue of Life.